# Jonatan Bökman
Jonatan Bo Henrik Bökman, född 13 april 1995 i Nynäshamn, är en svensk skådespelare.

## Biografi
Bökman har studerat vid Filmgymnasiet Gotland.
Jonatan Bökman har medverkat i svenska långfilmer, såsom Kronjuvelerna och Hypnotisören. Han har även medverkat i tv-serier, såsom Maria Wern och Syrror, samt Sjukt Oklar säsong 1 och 2, som Uno.
2020 medverkade han i Beck - Utom rimligt tvivel och dramakomedin Sjukt som hade premiär på SVT-play den 2 april 2021.
Han medverkade även i filmen Patient Seven från 2016 i segmentet Evaded som "The Son".
Han vann pris för "Bästa Manus" vid 2014 års Novemberfestivalen för filmen "Den Fjärde Dimensionen" 
Sommaren 2024 arbetar Jonatan som SVT:s "Skärgårdskorrespondent" i Stockholms skärgård.

## Filmografi (i urval)
- 2011 – Kronjuvelerna
- 2012 – Hypnotisören
- 2016 – Patient Seven
- 2017 – Syrror (TV-serie)
- 2018 – Sjukt Oklar (TV-serie)
- 2020 – Beck – Utom rimligt tvivel (TV-serie)
- 2021 – Sjukt (TV-serie)
- 2022 – The Playlist (TV-serie)